# Schwarzbach (Elsenz)
Der Schwarzbach ist ein rechter Nebenfluss der Elsenz im Norden Baden-Württembergs. Auf seinem etwa 27 Kilometer langen Lauf durchquert er den Kleinen Odenwald und den Kraichgau, dabei berührt er den Neckar-Odenwald-Kreis und den Rhein-Neckar-Kreis.

## Geographie

### Verlauf

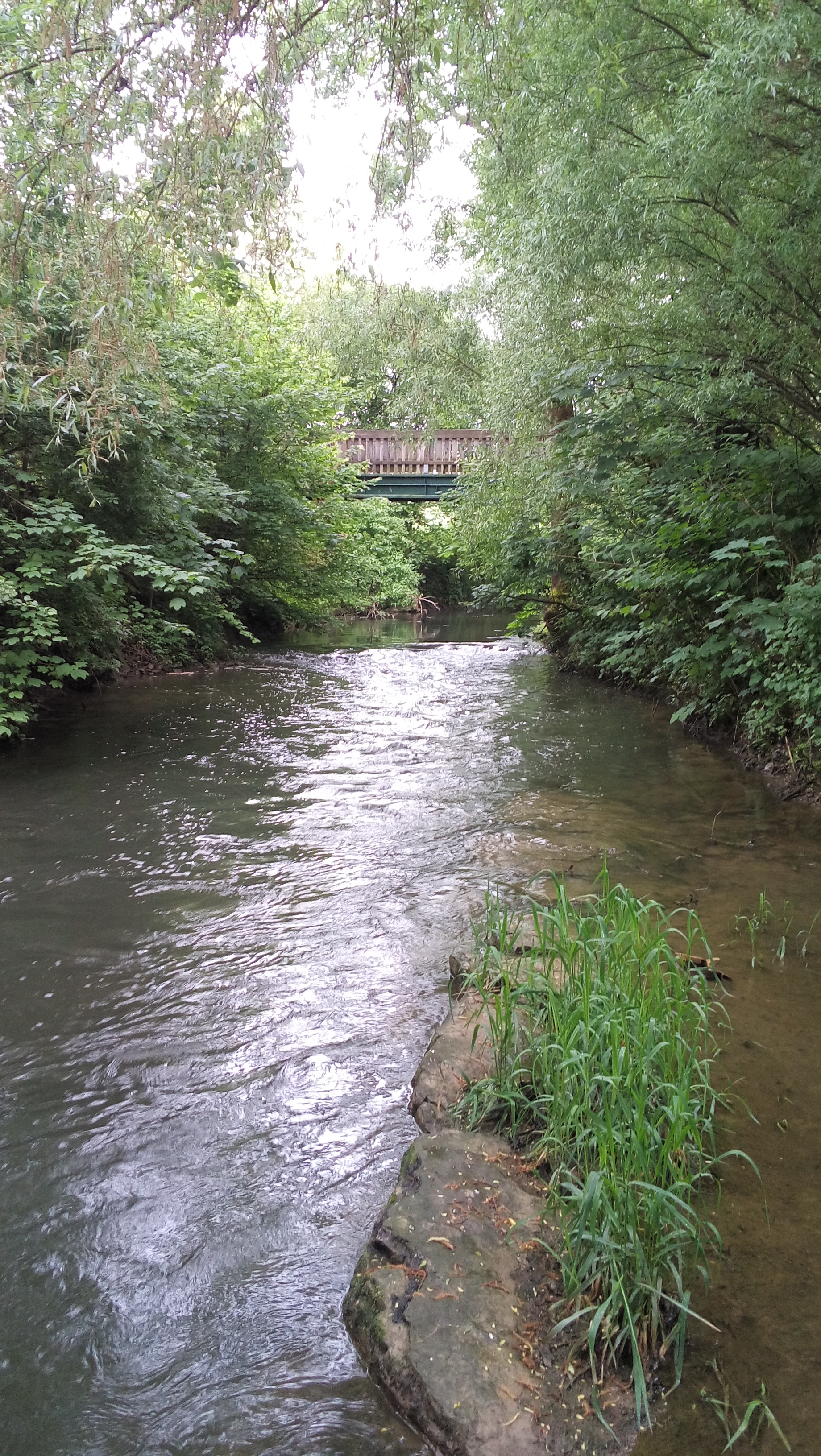
Schwarzbach in Waibstadt

Der Schwarzbach entspringt etwa einen Kilometer außerhalb von Neunkirchen. Seine gefasste Quelle befindet sich auf einer Höhe von 336 m ü. NHN in der Feldflur abseits der Straße nach Zwingenberg. Danach fließt er in südsüdwestlicher Richtung durch Neunkirchen, die Ortsteile der Gemeinde Schwarzach, deren Name auf eine früher anders lautende Namensform hinweist, sowie durch Aglasterhausen.
Danach überquert der Bach die Grenze zum Rhein-Neckar-Kreis und erreicht den Ort Helmstadt. In seinem fortan eher westwärts gerichteten Lauf erreicht er nach insgesamt etwa 17 km Waibstadt, wo der Schwarzbach einst die östliche und nördliche Begrenzung der Stadtbefestigung bildete. Über Neidenstein und Eschelbronn, vorbei am Naturdenkmal Kastanienallee erreicht er den südlichen Ortsrand von Meckesheim, wo er auf 140 m ü. NHN in die Elsenz mündet. Auf einem längeren Abschnitt zwischen Waibstadt und Eschelbronn teilt sich der Wasserlauf in zwei Arme, den eigentlichen Schwarzbach und den so genannten „Kleinen Bach“.
Der Schwarzbach durchläuft zwei verschiedene Bodenlandschaften: im Oberlauf den Buntsandstein-Odenwald und unterhalb von Schwarzach die Kraichgauer Löss-Landschaft. Dabei schneidet das Tal im mittleren und unteren Lauf die Schichten des oberen und unteren Muschelkalks an, während die Kuppen beiderseits der Mündung bei Meckesheim noch vom unteren Keuper bedeckt sind.

Fluss-Impressionen
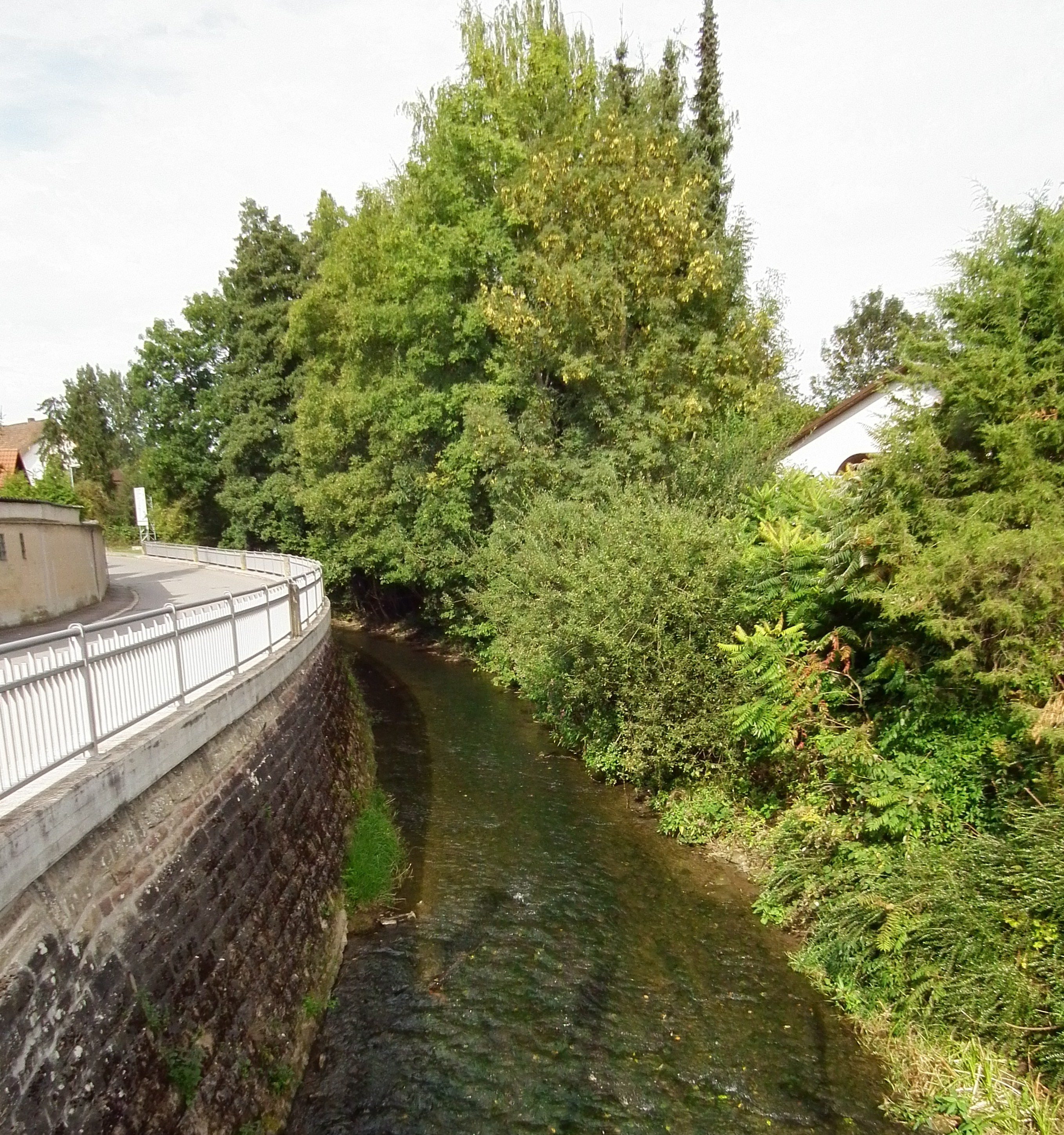
Schwarzbach in Neidenstein
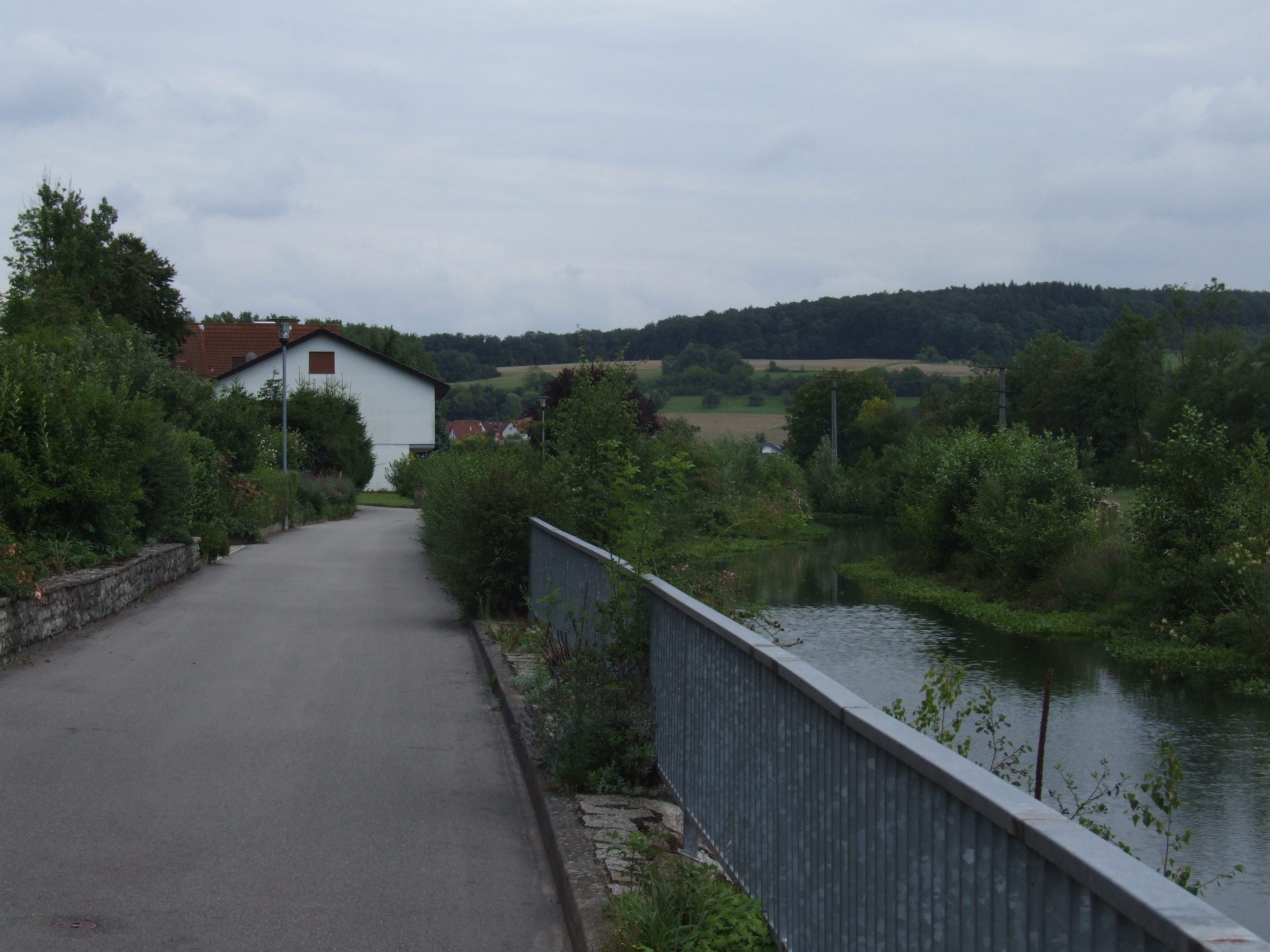
Schwarzbach in Eschelbronn
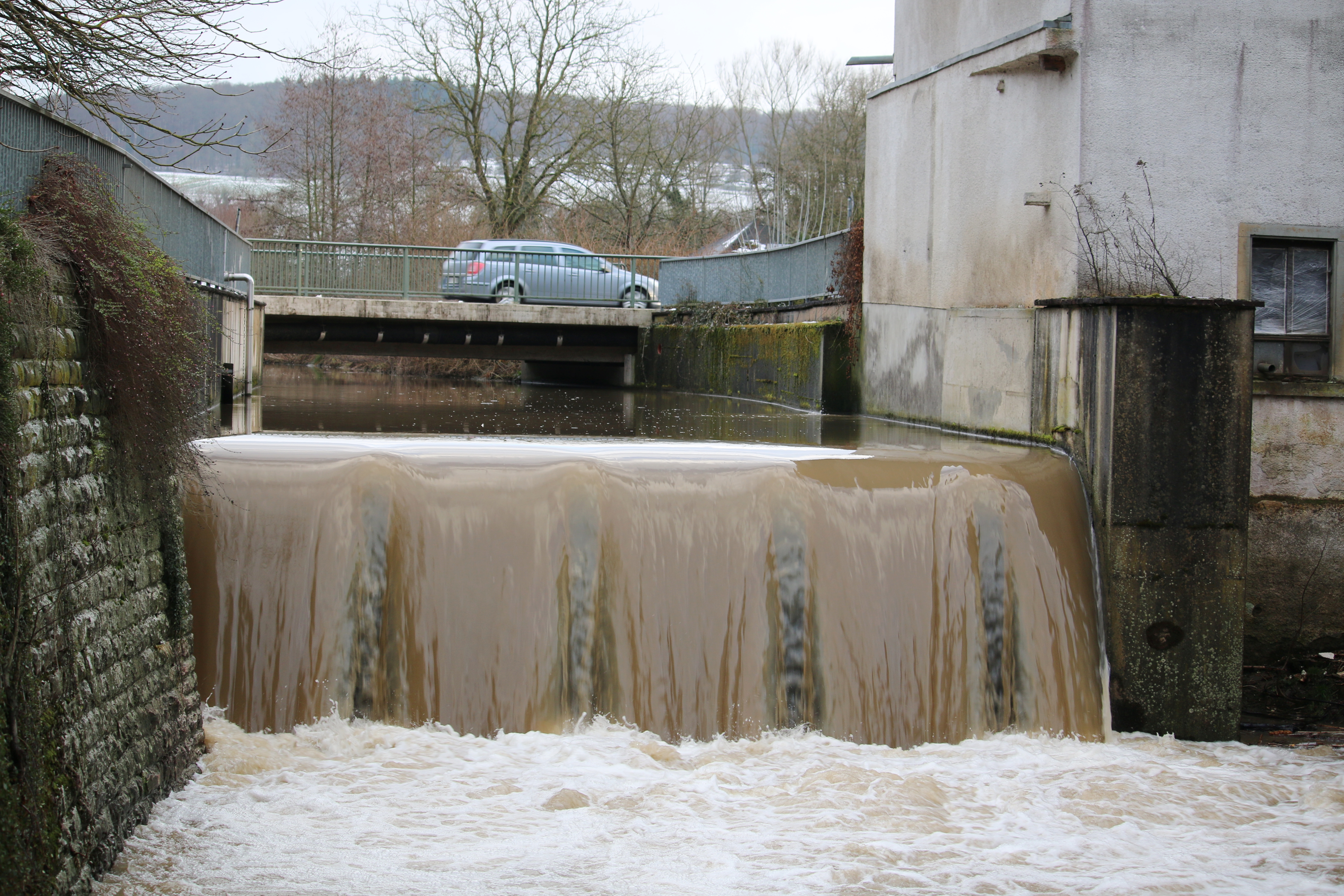
Schwarzbachwehr an der ehemaligen Ziegler’schen Mühle (Januar 2015)

### Einzugsgebiet
Das Einzugsgebiet des Schwarzbachs umfasst ca. 200 Quadratkilometer; es nimmt einen Großteil des Nordbogens ein, den der Neckar zwischen Bad Wimpfen und Neckargemünd beschreibt. Damit ist der Schwarzbach der Hauptabfluss des Kleinen Odenwalds. Sein Einzugsgebiet reicht im Osten teilweise sehr nahe an den dort sehr tief eingeschnittenen Neckar heran, hat im Südosten Anteil am Landkreis Heilbronn und ist im Süden durch den Großen Wald bei Sinsheim begrenzt. Das Einzugsgebiet des Lobbachs grenzt im Nordwesten an, viele kleinere Zuflüsse des Neckars konkurrieren im Norden, Osten und Süden, im Süden läuft die Wasserscheide weiter gegen die Elsenz und ihre Zuflüsse.
Der Schwarzbach entwässert eine überwiegend ländlich geprägte Landschaft; hier gibt es mit Neckarbischofsheim und Waibstadt nur zwei Kleinstädte, daneben aber viele Landdörfer, die auf den Markungen der schon genannten Gemeinden sowie denen von Schönbrunn, Reichartshausen, Epfenbach, Spechbach, Sinsheim, Bad Rappenau, Siegelsbach, Hüffenhardt und Obrigheim liegen.

### Zuflüsse

#### Tabelle
| Stat. in km | Name            | GKZ       | Lage   | Länge in km | EZG in km² | Mündung                                                      | Mündungshöhe in m ü. NHN | Bemerkungen                            |
| ----------- | --------------- | --------- | ------ | ----------- | ---------- | ------------------------------------------------------------ | ------------------------ | -------------------------------------- |
| 020,60      | Asbach          | 238986-18 | links0 | 006,9000    | 0020,720   | an der Aglasterhausener Neumühle                             | 19600000                 | Länge mit längerem Zufluss Breitenbach |
| 018,90      | Forellenbach    | 238986-2  | rechts | 009,3000    | 0012,960   | an der Aglasterhausener Weilermühle                          | 18800000                 |                                        |
| 016,30      | Wollenbach      | 238986-4  | links0 | 010,2000    | 0042,330   | in Helmstadt an der Brücke der Rabanstraße                   | 17700000                 |                                        |
| 015,10      | Wartschaftsbach | 238986-54 | rechts | 004,6000    | 0009,980   | in den Helmstadter Jägerswiesen                              | 17300000                 |                                        |
| 012,00      | Krebsbach       | 238986-6  | links0 | 012,7000    | 0034,890   | östlich von Waibstadt am Beginn einer kleinen Weiherkette    | 16500000                 |                                        |
| 009,20      | Kreggraben      | 238986-74 | rechts | 004,5000    | 0003,400   | in Waibstadt nach der Straßenbrücke der Neidensteiner Straße | 16200000                 |                                        |
| 004,10      | Epfenbach       | 238986-8  | rechts | 006,8000    | 0015,310   | in Eschelbronn nach dem Bahnhof                              | 15000000                 |                                        |
| 000,00      | Schwarzbach     | 238986    |        | 027,7000    | 0199,090   | am südlichen Ortsausgang von Meckesheim                      | 14000000                 | mündet in die Elsenz                   |

Anmerkungen zur Tabelle
1. ↑  Gewässerkennzahl, in Deutschland die amtliche Fließgewässerkennziffer mit zur besseren Lesbarkeit eingefügtem Trenner hinter dem Präfix, das einheitlich für den allen gemeinsamen Vorfluter Schwarzbach steht.
2. ↑  Die Daten des Schwarzbachs zum Vergleich

#### Detaillierte Zuflussliste
Liste der Zuflüsse von der Quelle zur Mündung. Gewässerlängen meist nach LUBW-FG10 (Datensatzeinträge), Einzugsgebiet entsprechend nach LUBW-GEZG, Höhen nach dem Höhenlinienbild des Geodatenviewers. Abweichende Quellen für Angaben sind vermerkt.
Ursprung des Schwarzbachs etwa 1,0 km nordöstlich der Ortsmitte von Neunkirchen im Neurott neben der Straße zum Zwingenberger Hof auf etwa 330 m ü. NHN.
- Worzenwiesengraben, von rechts in Neunkirchen, 1,0 km. Im Dorf verdolt.
- (Bach durch die Kalte Klinge), von rechts am Schwarzacher Forsthaus, 2,3 km und 2,62 km².
- Neuwiesenbach, von rechts in Schwarzach-Unterschwarzach gegenüber der Sporthalle, 2,0 km und 1,63 km².
- Grundgraben, von rechts wenig unterhalb in Unterschwarzach, 0,7 km und 0,63 km².
- (Bach vom Wittumschlag), von rechts am Ortsanfang von Aglasterhausen, 0,4 km
- Asbach, von links an der Aglasterhausener Neumühle, 6,9 km mit dem rechten Breitenbach und 6,0 km mit dem linken Namensoberlauf sowie 20,72 km².
- (Bach aus den Schlagwiesen), von rechts gegenüber dem Gewerbegebiet Im Oberen Tal am Ortsende von Aglasterhausen, 0,7 km.
- Forellenbach, von rechts an der Aglasterhausener Weilermühle, 9,3 km und 12,96 km².
- Danach durchfließt der Schwarzbach am Ortsanfang von Helmstadt das Hochwasserrückhaltebecken Heldenwiesen.
- Zellerwegbach, von links in Helmstadt am Sportplatz, 3,4 km und 4,58 km².
- Angeltalgraben, von links in Helmstadt an der Brücke der Asbacher Straße, 1,0 km und 0,45 km².
- Wollenbach, von links in Helmstadt an der Brücke der Rabanstraße, 10,162 km und 44,30 km².
- Plotzbacher Klingengraben, von rechts am Ortsende von Helmstadt, 1,0 km und 0,56 km².
- Wartschaftsbach, auch Viehtriebbach, von rechts in den Helmstadter Jägerswiesen, 4,6 km und 9,98 km².
- Talgraben, von links im Neckarbischofsheimer Sponsloch, 1,5 km. Parallellaufender Auengraben.
- Zeilgraben, von links zwischen der Bahnbrücke der Schwarzbachtalbahn und Waibstadt-Bernau, 0,6867 km. Entgegenlaufender Auenrandgraben.
- Storchenäckergraben, von links vor der Bahnbrücke der Krebsbachtalbahn und Bernau, 1,5 km und 1,10 km².
- Danach durchfließt der Schwarzbach das Hochwasserrückhaltebecken Bernau
- Wüstgrundgraben, von rechts am Bahnhof Neckarbischofsheim Nord, 1,5 km und 1,79 km².
- Michelbach, von links fast gegenüber dem vorigen, 1,2 km und 0,95 km². Entwässert den Bruch der rechten Mündungsebene des Krebsbachs.
- Krebsbach, von links am Beginn einer kleinen Weiherkette, 12,9 km und 34,89 km².
- Suiegraben, von rechts gegen die Weiherkette, 1,2 km.
- Gehrengraben, von rechts vor dem Ortsbeginn Waibstadts, 1,1 km.
- Weierwiesengraben, von links in Waibstadt vor der Brücke beim Bahnhof, 2,7 km und 6,8 km². Nimmt kurz vor der Mündung den 1,8 km langen Alten Krebsbach auf, einen linken Abzweig des Krebsbachs oben, der am linken Auenrand läuft.
- Kreggraben, von rechts in Waibstadt nach der Straßenbrücke der Neidensteiner Straße (L 549), 4,5 km und 3,40 km².
- Erbischgraben, von links an der Alten Mühle von Waibstadt, 1,5 km.
- Eulsbachgraben, von links kurz nach dem vorigen, 2,5 km und 2,67 km².
- → (Abgang der Kleinen Bach), nach rechts in die Aue an der Markungsgrenze von Waibstadt zur Gemeinde Neidenstein.
- Kautschafgraben, von links in den Schwarzbach selbst, 1,8 km. mit rechtem Oberlauf Daisbach
- (Bach von der Dammklinge), von links in den Schwarzbach selbst, 0,9 km.
- Kalkgraben, von rechts in Neidenstein in die Kleine Bach, 1,5 km.
- Flohnbach, von rechts in Neidenstein in die Kleine Bach, 2,5 km. und 1,88 km²
- → (Abgang des Neubachs), nach links in die Aue schon auf Eschelbronner Gemarkung kurz vor dem folgenden Rücklauf.
- ← (Rücklauf der Kleinen Bach), von rechts unterm Wengertsberg, 2,7 km und 4,70 km² (einschließlich der erwähnten Zuflüsse).
- Bruchklingengraben, von links am Ortsrand von Eschelbronn in den Neubach, 1,2 km.
- Weihergrundgraben, von links nach Queren der Neubach-Trasse wenig nach der Elsenzbrücke in Eschelbronn in den Schwarzbach selbst, 2,9 km.
- Epfenbach, von rechts nach dem Eschelbronner Bahnhof in den Schwarzbach selbst, 6,8 km und 15,31 km².
- Steingmörtgraben, von rechts gegenüber dem Ortsende von Eschelbronn in den Schwarzbach selbst, 1,2 km.
- ← (Erster Rücklauf des Neubachs), von links kurz vor dem nächsten, 3,5 km.
- (Bach aus der Otterklinge), von rechts kurz nach Übertritt des Schwarzbachs auf Meckesheimer Gemarkung im Naturschutzgebiet vor dessen Mündung in den Schwarzbach selbst, 0,8 km. Ist zuvor auf einem Abschnitt Gemeindegrenze zwischen Eschelbronn und Meckesheim.
- ← (Zweiter Rücklauf des Neubachs), von links wenige Meter vor dem nächsten, unter 0,3 km ab der Neubach-Teilung
- Kreidelgraben, von links wenig nach dem vorigen, 0,89 km.

Mündung des Schwarzbachs am südlichen Ortsausgang von Meckesheim neben der Eschelbronner Straße auf etwa 140 m ü. NHN von rechts und Osten in die Elsenz. Der Schwarzbach ist 27,7 km lang und hat ein 199,1 km² großes Einzugsgebiet.

## Hydrologie

### Abfluss
Am Pegel Eschelbronn, nach dem Zufluss des Epfenbachs und also bei wenigstens 192 der etwa 201 km² Gesamteinzugsgebiet, beträgt der mittlere Abfluss des Schwarzbachs 2,2 Kubikmeter pro Sekunde.

### Hochwasser
Der Schwarzbach schwillt bei starken Regenfällen auf ein Vielfaches seiner normalen Wassermenge an. Der 10-jährliche Hochwasserabfluss erreicht am Pegel Eschelbronn 56 m³/s, also das 25-fache der mittleren Abflusses. Nach besonders starken Überschwemmungen 1993/94 wurde im Jahr 1997 der Zweckverband Hochwasserschutz Einzugsbereich Elsenz-Schwarzbach mit Sitz in Waibstadt gegründet, der einen Schutz gegen ein Hochwasser, wie es im Durchschnitt einmal in 100 Jahren eintritt, gewährleisten soll. Zu seinen Maßnahmen zählen neben Umbauten und Renaturierungen auch der Neubau zahlreicher Hochwasserrückhaltebecken, drei davon am Lauf des Schwarzbachs selbst, in Aglasterhausen („Bockwiese“), nördlich von Helmstadt („Heldewiesen“) und östlich von Waibstadt („Bernau“), vier Dutzend weitere an den Zuflüssen des Schwarzbachs.

## Regulierungen und Begradigungen

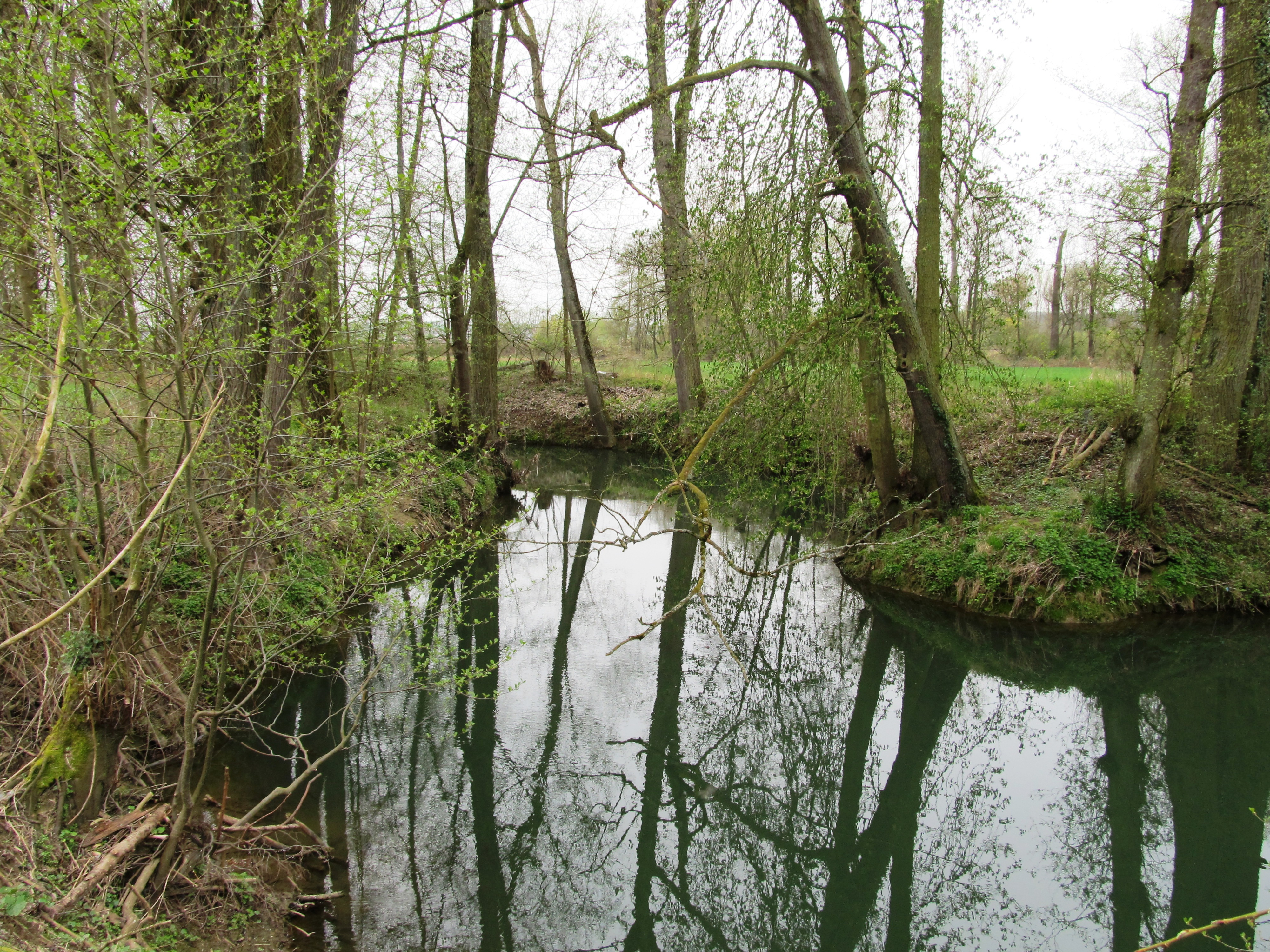
NSG Schwarzbachaue bei Meckesheim

Der Bachlauf ist heute stark durch menschliche Eingriffe geprägt. Um die Talauen landwirtschaftlich nutzen und zahlreiche Mühlen betreiben zu können, leitete man den Schwarzbach schon im Mittelalter um. Für den Bau der Odenwaldbahn 1860–1862 wurde der Bach im Eschelbronner Gewann Unteres Meckesheimer Wäldle begradigt. In jüngerer Zeit dienten solche Maßnahmen auch der Erschließung von Neubaugebieten.
So läuft der Schwarzbach im Ortsbereich von Neunkirchen heute verdolt, und die Mündung des Krebsbachs in Waibstadt wurde sogar um zwei Kilometer östlich und talaufwärts zur Kläranlage in seinem Talmündungstrichter verlegt. Der dort abzweigende Alte Krebsbach, der am linken Auenrand des Schwarzbachtals eindreiviertel Kilometer talabwärts zieht, ist ein Überbleibsel der alten Trasse.

## Natur und Umwelt

### Naturschutz
Der Schwarzbach liegt auf ganzer Länge im Naturpark Neckartal-Odenwald. Drei Naturschutzgebiete schützen einzelne Abschnitte des Tals besonders:
- Das Naturschutzgebiet  Waibstädter Schwarzbachaue nimmt 37 Hektar zwischen der Kläranlage an der Mündung des Krebsbachs und Waibstadt ein. Es wurde 1984 eingerichtet, um die Bestandsentwicklung im Bereich nährstoffreicher Nachklärteiche des Klärwerks wissenschaftlich zu beobachten.
- Das Naturschutzgebiet  Kallenberg und Kaiserberg auf 42 Hektar am Nordrand des Tals zwischen Neidenstein und Eschelbronn ist seit 1989 wegen der großen Vielfalt seines Biotops geschützt, in dem ein weites Artenspektrum anzutreffen ist. Siehe auch Steinbruch Kallenberg.
- Das Naturschutzgebiet  Unteres Schwarzbachtal gibt es seit 1997. Es erstreckt sich als „bedeutsames und typisches Landschaftsbild“ über 40 Hektar von der Eisenbahnbrücke über den Schwarzbach unterhalb des Blosenbergs bis zu dessen Mündung in die Elsenz.[8]

### Tierwelt
Der Gewässerbericht 2004 ordnete das Wasser des Schwarzbachs in die Güteklasse II (mäßig belastet) ein. Im Wasser wurden elf Fischarten gezählt, darunter das Bachneunauge und verschiedene Forellenarten.
Um 2015 breitete sich der unter Artenschutz stehende Biber über die Elsenz kommend auch am Schwarzbach aus.

## Verkehr
Das Schwarzbachtal ist wichtig für den örtlichen und in Maßen für den regionalen Straßenverkehr. Über seinen unteren Teil und das mündende Krebsbachtal läuft mit der Landesstraße L 549 eine Nordwest-Südost-Verbindung zwischen dem Süden und Osten Heidelbergs und dem Norden Heilbronns, die aber gegenüber der bedeutenderen Verbindung durchs Elsenztal und über Sinsheim zurücksteht. Im Oberlauf zwischen Waibstadt und Aglasterhausen begleitet die B 292 das Tal, die Sinsheim und Mosbach verbindet.
Die Badischen Schwarzbachtalbahn, heute eine Stichbahn, durchzieht das Tal von Meckesheim bis hinauf nach Aglasterhausen. Sie ist Teil der früheren badischen Odenwaldbahn, die ab 1862 den Norden Badens erschloss und seit 1945/49 keine östliche Fortsetzung in Richtung Mosbach mehr hat. Die Krebsbachtalbahn zweigt von ihr in Neckarbischofsheim ab und erschließt das Krebsbachtal. Sie ist jedoch nach Einstellung des Personenverkehrs zum 1. August 2009 ohne regulären Verkehr.